# William Sims
William Sowden Sims, ne le 15 octobre 1858 à Port Hope, en Ontario au Canada et mort le 25 septembre 1936 à est Boston, Massachusetts, est un amiral de la United States Navy qui œuvre à la modernisation de la marine de guerre américaine à la fin du XIXe et au début du XXe siècle. Pendant la Première Guerre mondiale, il commande les forces navales américaines opérant en Europe. Il sera par deux fois président du Naval War College. Il est lauréat, avec Burton J. Hendrick, du prix Pulitzer d'histoire en 1921, pour son ouvrage La Victoire sur mer (The Victory at Sea).
Les bâtiments USS Sims sont nommés en son honneur.